# Les Noës-près-Troyes
Les Noës-près-Troyes és un municipi francès situat al departament de l'Aube i a la regió del Gran Est. L'any 2007 tenia 3.166 habitants.

## Demografia

### Població
El 2007 la població de fet de Les Noës-près-Troyes era de 3.166 persones. Hi havia 1.374 famílies de les quals 506 eren unipersonals (145 homes vivint sols i 361 dones vivint soles), 359 parelles sense fills, 331 parelles amb fills i 178 famílies monoparentals amb fills.
La població ha evolucionat segons el següent gràfic:
Habitants censats

### Habitatges
El 2007 hi havia 1.456 habitatges, 1.416 eren l'habitatge principal de la família, 4 eren segones residències i 36 estaven desocupats. 683 eren cases i 772 eren apartaments. Dels 1.416 habitatges principals, 498 estaven ocupats pels seus propietaris, 904 estaven llogats i ocupats pels llogaters i 14 estaven cedits a títol gratuït; 13 tenien una cambra, 202 en tenien dues, 414 en tenien tres, 463 en tenien quatre i 323 en tenien cinc o més. 725 habitatges disposaven pel capbaix d'una plaça de pàrquing. A 767 habitatges hi havia un automòbil i a 370 n'hi havia dos o més.

### Piràmide de població
La piràmide de població per edats i sexe el 2009 era:
| Homes | Edats   | Dones |
| ----- | ------- | ----- |
| 4     | 95 o +  | 12    |
| 0     | 90 a 94 | 12    |
| 8     | 85 a 89 | 24    |
| 16    | 80 a 84 | 32    |
| 52    | 75 a 79 | 72    |
| 52    | 70 a 74 | 92    |
| 60    | 65 a 69 | 104   |
| 84    | 60 a 64 | 80    |
| 68    | 55 a 59 | 108   |
| 120   | 50 a 54 | 144   |
| 116   | 45 a 49 | 112   |
| 120   | 40 a 44 | 100   |
| 112   | 35 a 39 | 112   |
| 148   | 30 a 34 | 164   |
| 160   | 25 a 29 | 128   |
| 60    | 20 a 24 | 84    |
| 80    | 15 a 19 | 96    |
| 104   | 10 a 14 | 108   |
| 84    | 5 a 9   | 144   |
| 120   | 0 a 4   | 120   |

## Economia
El 2007 la població en edat de treballar era de 2.056 persones, 1.451 eren actives i 605 eren inactives. De les 1.451 persones actives 1.254 estaven ocupades (622 homes i 632 dones) i 197 estaven aturades (82 homes i 115 dones). De les 605 persones inactives 195 estaven jubilades, 202 estaven estudiant i 208 estaven classificades com a «altres inactius».

### Ingressos
El 2009 a Les Noës-près-Troyes hi havia 1.450 unitats fiscals que integraven 3.159 persones, la mediana anual d'ingressos fiscals per persona era de 15.234 €.

### Activitats econòmiques
Dels 52 establiments que hi havia el 2007, 3 eren d'empreses extractives, 4 d'empreses de fabricació d'altres productes industrials, 9 d'empreses de construcció, 5 d'empreses de comerç i reparació d'automòbils, 6 d'empreses de transport, 5 d'empreses d'hostatgeria i restauració, 1 d'una empresa d'informació i comunicació, 3 d'empreses financeres, 1 d'una empresa immobiliària, 5 d'empreses de serveis, 7 d'entitats de l'administració pública i 3 d'empreses classificades com a «altres activitats de serveis».
Dels 16 establiments de servei als particulars que hi havia el 2009, 1 era una oficina de correu, 4 paletes, 4 lampisteries, 1 electricista, 2 perruqueries i 4 restaurants.
L'any 2000 a Les Noës-près-Troyes hi havia 9 explotacions agrícoles que ocupaven un total de 756 hectàrees.

## Equipaments sanitaris i escolars
L'únic equipament sanitari que hi havia el 2009 era una farmàcia.
El 2009 hi havia 1 escola maternal i 1 escola elemental.

## Poblacions més properes
El següent diagrama mostra les poblacions més properes.